# Powiat Ashigarashimo
Powiat Ashigarashimo (jap. 足柄下郡 Ashigarashimo-gun) – powiat w Japonii, w prefekturze Kanagawa. W 2020 roku liczył 41 056 mieszkańców.

## Miejscowości
- Hakone
- Manazuru
- Yugawara

## Historia[2]

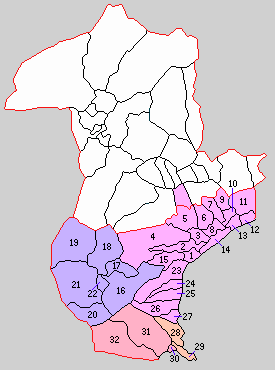
Powiat Ashigarashimo (1–32 – 1889 r.)

- Powiat został założony 22 lipca 1878 roku. Wraz z utworzeniem nowego systemu administracyjnego 1 kwietnia 1889 roku powiat Ashigarashimo został podzielony na 2 miejscowości: Odawara i Hakone (jap. 箱根駅), oraz 30 wiosek: Ashiko, Futagawa, Kuno, Tomizu, Toyokawa, Kamifunaka, Shimofunaka, Shimosoga, Tajima, Shimonaka, Maewa, Kōzu, Sakawa, Ōkubo, Yumoto, Onsen, Miyagino, Sengokuhara, Motohakone, Ashinoyu, Hayakawa, Ishibashi, Komekami, Nebukawa, Enoura, Iwa, Manazuru, Fukuura, Yoshihama i Doi[3].
- 29 października 1892 – Hakone (箱根駅) zmieniło nazwę na Hakone (箱根町)[4].
- 1 kwietnia 1908 – w wyniku połączenia wiosek Futagawa, Kuno, Tomizu i Toyokawa powstała wioska Ashigara. (2 miejscowości, 27 wiosek)
- 1 kwietnia 1913 – w wyniku połączenia wiosek Ishibashi, Komekami, Nebukawa i Enoura powstała wioska Kataura. (2 miejscowości, 24 wioski)
- 1 kwietnia 1924 – wioska Kōzu zdobyła status miejscowości. (3 miejscowości, 23 wioski)
- 1 lipca 1926 – wioska Doi zdobyła status miejscowości i zmieniła nazwę na Yugawara. (4 miejscowości, 22 wioski)
- 1 października: (6 miejscowości, 20 wiosek)
  - wioska Yumoto zdobyła status miejscowości.
  - wioska Manazuru zdobyła status miejscowości.
- 11 lutego 1940 – wioska Ashigara zdobyła status miejscowości. (7 miejscowości, 19 wiosek)
- 1 kwietnia 1940 – wioska Yoshihama zdobyła status miejscowości. (8 miejscowości, 18 wiosek)
- 20 grudnia 1940 – miejscowość Odawara powiększyła się o teren wiosek Ōkubo, Hayakawa, miejscowości Ashigara i części wsi Sakawa i zdobyła status miasta. (6 miejscowości, 16 wiosek)
- 1 kwietnia 1942 – wioska Sakawa zdobyła status miejscowości. (7 miejscowości, 15 wiosek)
- 1 kwietnia 1948: (7 miejscowości, 13 wiosek)
  - wioska Shimofunaka została włączona w teren miasta Odawara.
  - wioska Tajima została włączona w teren miejscowości Kōzu.
- 1 stycznia 1954 – miejscowość Hakaone powiększyła się o teren wiosek Motohakone i Ashinoyu. (7 miejscowości, 11 wiosek)
- 15 lipca 1954 – wioska Toyokawa została włączona w teren miasta Odawara. (7 miejscowości, 10 wiosek)
- 1 grudnia 1954 – wioski Kamifunaka, Shimosoga, Kataura i miejscowości Kōzu, Sakawa zostały włączone w teren miasta Odawara. (5 miejscowości, 7 wiosek)
- 1 kwietnia 1955: (5 miejscowości, 4 wioski)
  - w wyniku połączenia wiosek Shimonaka i Maewa powstała miejscowość Tachibana.
  - miejscowość Yugawara powiększyła się o teren wioski Fukuura i miejscowości Yoshihama.
- 30 września 1956: (4 miejscowości)
  - miejscowość Hakone powiększyła się o teren wiosek Onsen, Miyagino i Sengokuhara oraz miejscowości Yumoto.
  - miejscowość Manazuru powiększyła się o teren wioski Iwa.
- 1 kwietnia 1971 – miejscowość Tachibana została włączona w teren miasta Odawara. (3 miejscowości)